# Providence (televisieserie)
Providence is een Amerikaanse dramaserie die van 1999 tot 2002 werd uitgezonden op de Amerikaanse televisie.

## Rolverdeling
| Acteur             | Personage         |
| ------------------ | ----------------- |
| Seth Peterson      | Robbie Hansen     |
| Melina Kanakaredes | Dr. Sydney Hansen |
| Dana Daurey        | Heather Tupperman |
| Samaria Graham     | Izzy Nunez        |

## Beginmelodie
In Amerika was de beginmelodie "In My Life", een cover van het Beatlesliedje gezongen door Chantal Kreviazuk. Wereldwijd is de herkenningsmelodie "You Make Me Home", gecomponeerd door Tim Truman en gezongen door Angelica Hayden.